# Mileewa quinquemaculata
Mileewa quinquemaculata (лат.) — вид цикадок рода Mileewa из отряда полужесткокрылых насекомых. Эндемик Китая (Hainan Province, Wuzhi Mountain, Yinggeling Mountain).

## Описание
Длина около 4 мм. Дорзум чёрный. Верх головы с четырьмя желтовато-белыми пятнами посередине. Переднеспинка посередине с нечеткой продольной желтовато-белой полосой. Переднее крыло субапикально с удлиненным полупрозрачным желтовато-белым пятном. Вентер желтовато-белый. Этот вид предположительно включен в Mileewa, поскольку у него отсутствуют пигоферные выступы, присущие другим видам. Вдобавок отметина на голове больше похожа на род Ujna, но вершина переднего крыла усечена, как у многих видов Mileewa, а не закруглена у Ujna. Его S-образный стилус и форма эдеагуса также являются отличительными. Вид был впервые описан в 2021 году по материалам из Китая.